# Salem County
Das Salem County ist ein County im US-Bundesstaat New Jersey. Bei der Volkszählung im Jahr 2020 hatte das County 64.837 Einwohner und eine Bevölkerungsdichte von 74,1 Einwohnern pro Quadratkilometer. Der Verwaltungssitz (County Seat) ist Salem.
Das Salem County ist Bestandteil der Delaware Valley genannten Metropolregion um die Stadt Philadelphia.

## Geographie

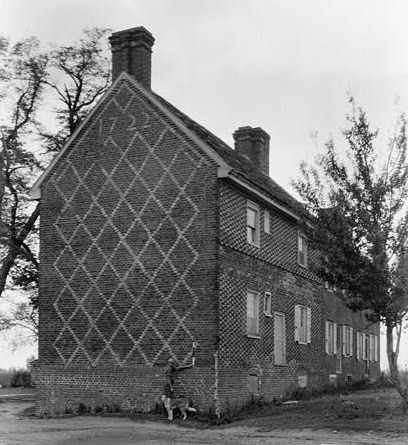
Abel and Mary Nicholson House (1936)

Das County liegt im Südwesten von New Jersey an der Mündung des Delaware River in die Delaware Bay gegenüber der Stadt Wilmington in Delaware. Das Salem County hat eine Fläche von 965 Quadratkilometern, wovon 90 Quadratkilometer Wasserfläche sind. Es grenzt an folgende Nachbarcountys:
|                              |  | Gloucester County |
| New Castle County (Delaware) |  |                   |
| Kent County (Delaware)1      |  | Cumberland County |

1 - Seegrenze in der Delaware Bay

## Geschichte
Das Salem County wurde 1694 als eines von zwei ursprünglichen Countys des damaligen Distrikts West Jersey gegründet. Benannt wurde es nach dem hebräischen Wort für Frieden.
Ein Ort im County hat den Status einer National Historic Landmark, das Abel and Mary Nicholson House. 24 Bauwerke und Stätten des Countys sind insgesamt im National Register of Historic Places eingetragen (Stand 16. Februar 2018).

## Demografische Daten
Nach der Volkszählung im Jahr 2010 lebten im Salem County 66.083 Menschen in 25.194 Haushalten. Die Bevölkerungsdichte betrug 75,5 Einwohner pro Quadratkilometer.
Ethnisch betrachtet setzte sich die Bevölkerung zusammen aus 79,8 Prozent Weißen, 14,1 Prozent Afroamerikanern, 0,4 Prozent amerikanischen Ureinwohnern, 0,8 Prozent Asiaten sowie aus anderen ethnischen Gruppen; 2,2 Prozent stammten von zwei oder mehr Ethnien ab. Unabhängig von der ethnischen Zugehörigkeit waren 6,8 Prozent der Bevölkerung spanischer oder lateinamerikanischer Abstammung.
In den 25.194 Haushalten lebten statistisch je 2,57 Personen.
23,5 Prozent der Bevölkerung waren unter 18 Jahre alt, 61,5 Prozent waren zwischen 18 und 64 und 15,0 Prozent waren 65 Jahre oder älter. 51,3 Prozent der Bevölkerung war weiblich.

Das jährliche Durchschnittseinkommen eines Haushalts lag bei 52.958 USD. Das Prokopfeinkommen betrug 27.391 USD. 10,2 Prozent der Einwohner lebten unterhalb der Armutsgrenze.

## Städte und Ortschaften
City
- Salem

Boroughs
- Elmer
- Penns Grove
- Woodstown

Census-designated places (CDP)
- Alloway
- Carneys Point
- Olivet
- Pennsville

andere Unincorporated Communitys
| - Auburn - Brotmanville - Centerton - Deepwater | - Hancock’s Bridge - Monroeville1 - Pedricktown |

1 - teilweise im Gloucester County

## Townships
| - Alloway Township - Carneys Point Township - Elsinboro Township - Lower Alloways Creek Township | - Mannington Township - Oldmans Township - Pennsville Township - Pilesgrove Township | - Pittsgrove Township - Quinton Township - Upper Pittsgrove Township |